# 박윤 (배우)
박윤은 대한민국의 배우이다.